# Ostředek
Ostředek (en allemand : Ostredek) est une commune du district de Benešov, dans la région de Bohême-Centrale, en République tchèque. Sa population s'élevait à 399 habitants en 2020.

## Géographie
Ostředek se trouve à 7 km au sud-ouest de Sázava, à 12 km au nord-est de Benešov et à 39 km au sud-est de Prague.
La commune est limitée par Chocerady au nord, par Vodslivy et Choratice au nord-est, par Drahňovice au sud-est, par Divišov et Čakov au sud, et par Kozmice et Vranov à l'ouest.

## Histoire
La première mention écrite de la localité date du XIVe siècle.